# Ченцзян
Ченцзян (спрощ.: 澄江; кит. трад.: 澂江; піньїнь: Chéngjiāng) — місто, розташоване в Юйсі, Провінція Юньнань, Китай, на північ від озера Фусянь.

## Корисні копалини
В палеонтології Ченцзян відомий своїми знахідками скам’янілостей м’яких тканин у сланцях Маотяньшань.
У 2012 році скам'янілості в Ченцзяні стали об'єктом Всесвітньої спадщини ЮНЕСКО.
Скам'янілості вперше виявили Анрі Мансуї та Жак Депра, які описали їх у 1912 році, через рік після перших публікацій Чарльза Волкотта про сланці Берджес. 
Ченцзян є слаборозвиненим містом, яке має багаті фосфатні родовища, причому видобуток фосфатів приносив приблизно 2/3 доходу міста станом на 2003 рік. Були докладені зусилля, щоб закрити регіон до видобутку корисних копалин, щоб підтримати заявку міста на включення до списку всесвітньої спадщини, враховуючи наукове значення скам’янілостей.
Ченцзян стикається з дилемою між закликами до збереження ранньокембрійських скам’янілостей, економічною залежністю від фосфатної промисловості, і труднощами пошуку балансу між експлуатацією та відновленням землі, поки це ще можливо.